# Pilomecyna longeantennata
Pilomecyna longeantennata là một loài bọ cánh cứng trong họ Cerambycidae.